# Ilapo
Ilapo, auch als San Lucas de Ilapo bekannt, ist eine Ortschaft und eine Parroquia rural („ländliches Kirchspiel“) im Kanton Guano der ecuadorianischen Provinz Chimborazo. Die Parroquia besitzt eine Fläche von 36 km². Die Einwohnerzahl lag im Jahr 2010 bei 1662.

## Lage
Die Parroquia Ilapo liegt im Anden-Hochtal von Ecuador westlich des Río Chambo. Das Verwaltungsgebiet wird nach Süden zum Río Guano entwässert. Der 3450 m hoch gelegene Hauptort Ilapo befindet sich 9,5 km nordöstlich vom Kantonshauptort Guano sowie 16 km nordnordöstlich der Provinzhauptstadt Riobamba.
Die Parroquia Ilapo grenzt im Norden an die Parroquia Santa Fé de Galán, im Osten an die Parroquias San José de Chazo und La Providencia, im Süden an das Municipio von Guano sowie im Westen an die Parroquia Valparaíso.

## Orte und Siedlungen
In der Parroquia gibt es neben dem Hauptort folgende Siedlungen: Cenicaguan, Chipo San Francisco, Chipza, La Delicia, Lalanshi, Pusniag Jesús del Gran Poder, Pusniag la Victoria, San Patricio de Pusniag, Saguazo Cruz de Mayo, Saguazo la Unión und Santa Rosa de Cullog.

## Geschichte
Die Parroquia Ilapo wurde im Mai 1861 gegründet.